# Kupiškis
Kupiškis ( escoltar (?·pàg.)) és una ciutat al nord-est de Lituània. És la capital districte municipal de Kupiškis. Està situada en les ribes dels rius Lėvuo i Kupa. El pont de Gediminas creua el riu Kupa del qual li prové el nom a la ciutat. Hi ha sis parts de la ciutat que es denominen:
- Centras
- Krantinė
- Kraštiečiai
- Račiupėnai
- Zuntė
- Pramoninė teritorija

## Història
Les troballes arqueològiques demostren que als seges III i II abans de Crist els voltants de Kupiškis ja estaven habitats. Tanmateix, no hi ha informació sobre quan es va fundar l'assentament, els resultats de recerca del monticle Aukštupėnai mostren que al segle viii es trobava allà un castell de defensa de fusta.
Kupiškis s'esmenta en fonts històriques per primera vegada el 1529. Era una propietat de Segimon I el Vell, el governant del Gran Ducat de Lituània. El 1616, va ser construïda la primera església catòlica i el 1781, es va establir la primera escola per la família Lankasteriai. La línia fèrria de Daugavpils-Šiauliai-Liepāja va ser construïda el 1873.
L'arquitecte polonès-lituà Laurynas Gucevičius, va néixer al llogaret Migonys prop de Kupiškis.

## Jueus a Kupiškis
Kupiškis, conegut en jiddisch com Kupishok o Kupisik, va ser la llar de 1444 jueus abans de la Segona Guerra Mundial. L'estiu de 1941, tots els jueus homes, dones i nens de la ciutat van ser conduïts a un gueto improvisat i després els van portar a un cementiri reservat per a ateus, on van ser afusellats i enterrats en fosses sense marcar. Es van compilar una llista de més de 800 noms de jueus assassinats.

## Ciutat agermanada
- Kežmarok, Eslovàquia[2]